# Saint Vincent (ö)

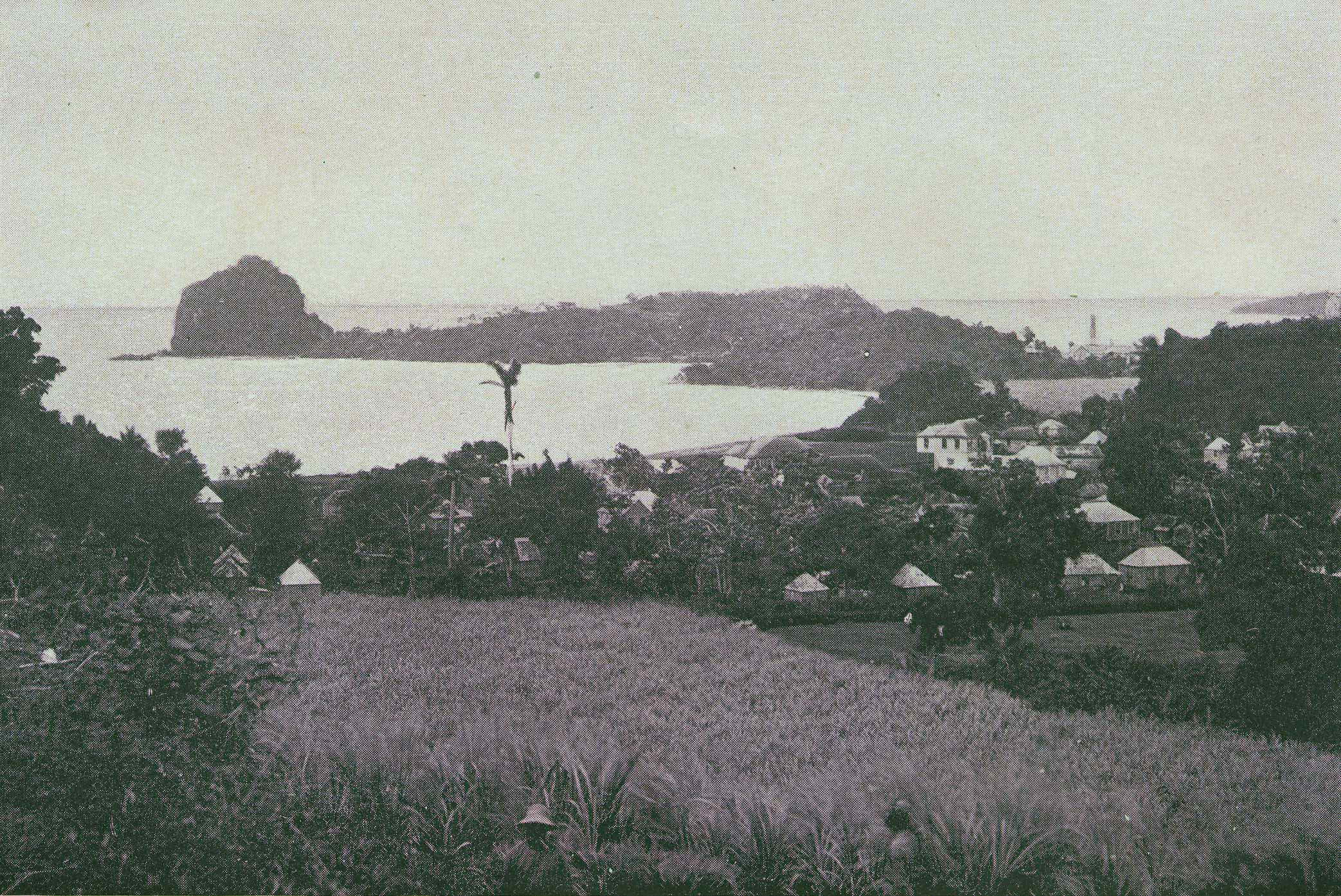
Saint Vincent på 1890-talet.

Saint Vincent  är en vulkanisk ö i Karibien, den största ön i Saint Vincent och Grenadinerna. Ön består av vulkaniska berg, bland  vilka La Soufrière är aktiv. Ön har 110 000 invånare, av vilka cirka 27 000 bor i huvudstaden Kingstown.

## Historia
Christofer Columbus, den förste europé som upptäckte Saint Vincent, uppkallade ön efter Vincent av Zaragoza. Dennes åminnelsedag var den dag då Columbus först såg ön, nämligen 22 januari 1498.

### Europeerna anländer
I slutet av 1700-talet förliste en skeppslast med slavar. De inhemska kariberna välkomnade dem och snart uppstod ett nytt folkslag – svarta kariber eller garifuna. Ett fåtal av deras ättlingar finns fortfarande kvar på Saint Vincent.
Garifunafolket hindrade aggressivt europeisk bosättning på Saint Vincent.

### Fransmän och britter, det första karibkriget
Olika försök av engelsmän och fransmän att annektera ön misslyckades länge, innan fransmännen som de första européerna till slut lyckades lägga ön under sig. De bosatte sig 1719 på en plats som de kallade Barrouallie, på läsidan av Saint Vincent. Fransmännen förde med sig förslavade afrikanska fångar för att arbeta på de plantager där de odlade socker, kaffe, indigo, tobak, bomull och kokos.

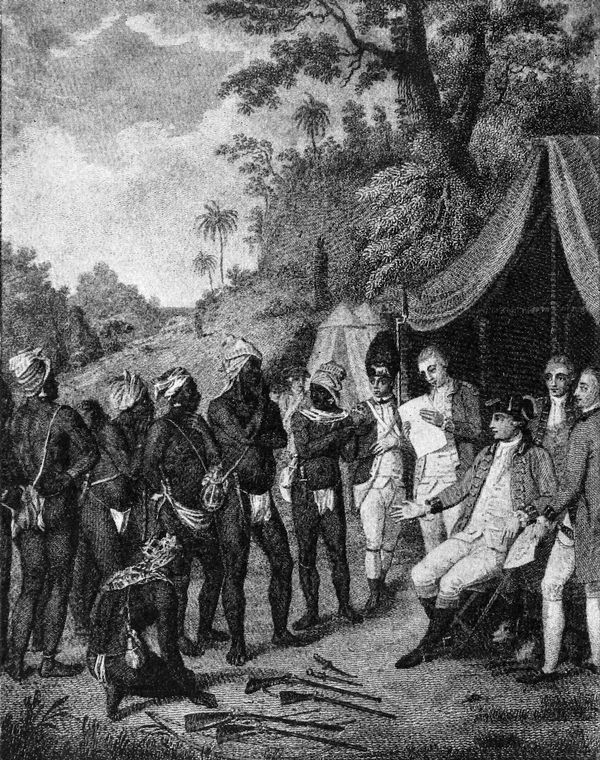
Avbildning från 1773 av fredsförhandlingarna mellan britterna och de svarta kariberna.

Britterna intog ön under sjuårskriget och körde bort fransmännen vid Barrouallie, och britternas anspråk som bekräftades via Parisfreden 1763. Genom att ta kontroll över ön 1763 lade britterna grunden till byggandet av Fort Charlotte. Även britterna, liksom tidigare fransmännen, tog med sig förslavade afrikanska fångar för att arbeta på öns plantager. De svarta kariberna motsatte sig britternas närvaro och gick till öppet anfall mot dem. Därmed startades det första karibkriget, som varade från 1772 till 1773.
Under det engelsk-franska kriget (1778–1783) lyckades fransmännen återta ön 1779. Men britterna återtog kontrollen genom freden i Versailles 1783.

### Brittiskt kolonialstyre, andra karibkriget
Den osäkra freden mellan britterna och de svarta kariberna bröts och ledde till andra karibkriget, som varade från 1795 till 1796. De svarta kariberna leddes av garifuna-ledaren Joseph Chatoyer och stöddes av fransmännen – speciellt den radikale Victor Hugues från ön Martinique. De brittiska kolonisterna brände hus och satte eld på sockerrörsfält. Men när britterna hade fått förstärkningar kunde de slå ner upproret.
Upproret slogs till slut ner av den brittiska generalen Ralph Abercromby. Ett fredsavtal slöts mellan britterna och de svarta kariberna. Det resulterade i att nästan 5 000 svarta kariber skickades i exil till Roatán, en ö utanför Honduras kust, samt till Belize och till Baliceaux, en av Grenadinerna.
Vulkanen La Soufrière hade ett utbrott 1812. Det resulterade i stor förödelse.
Den brittiska abolitionismen medförde att slaveriet på Saint Vincent (precis som i de övriga kolonierna i Brittiska Västindien) upphörde år 1834. Denna var till en början en försöksperiod, men 1838 permanentades slaveriförbudet. När slaveriet hade upphört uppstod brist på arbetskraft på plantagerna. Detta möttes i början med att man tog in kontraktstjänare; på det sena 1840-talet kom många portugisiska invandrare från Madeira, och mellan 1861 och 1888 kom skeppslaster av indiska arbetare till Saint Vincent.
Under det sena 1800-talets lågkonjunktur försämrades Saint Vincents ekonomi i samband med sjunkande priser på socker. Förhållandena inom jordbruket förvärrades av orkankatastrofen 1898 och vulkanen La Soufrières utbrott 1902. Sockerindustrin upphörde i början av 1900-talet, och arrowrot och västindisk bomull blev på 1950-talet de viktigaste grödorna.

### 1900-talet

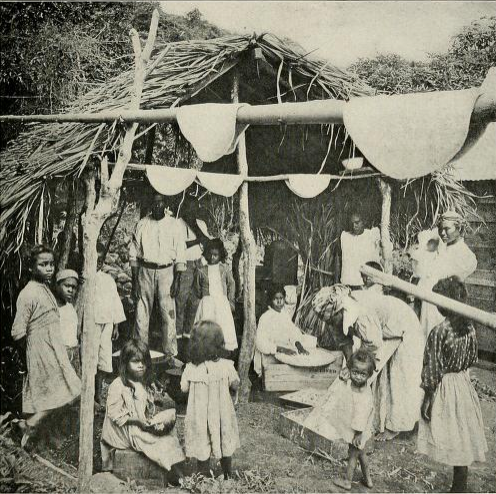
Invånare på Saint Vincent bakar bröd av maniok på 1910-talet

1902 hade vulkanen La Soufrière ett utbrott. 1 500–2 000 personer avled som följd av utbrottet, mycket jordbruksmark förstördes, och ekonomin försämrades.
Saint Vincent hade olika stadier av kolonial status under britterna. En representativ församling godkändes 1776, en kronkoloniregering installerades 1776 och kronkolonistyre installerades 1877. Ett lagstiftande råd skapades 1925 med ett begränsat självstyre, och 1951 infördes allmän rösträtt.
Under den period som Storbritannien hade kontroll över Saint Vincent och Grenadinerna gjordes flera försök att förena ön med andra öar i området. Målet var att alla Lovartöarna skulle vara en enhet, med målet att förenkla det brittiska styret av den anglokaribiska regionen så att bara en administration skulle behövas. På 1960-talet försökte britterna återigen förena alla områdets öar, inklusive Saint Vincent, till en enhet under brittisk kontroll. Dess namn skulle vara Västindiska federationen, och försöken drevs av en önskan om självständighet från Storbritannien. Men försöken gick i stöpet 1962.

## Geografi

### Flora
I den frodiga vegetationen är hibiskusar och palmer framträdande.

### Fauna
Saint Vincents nationalfågel saintvincentamazonen (Amazona guildingi) har länge varit hotad. På 1980-talet fanns inte fler av dessa pagegojor än cirka 400 individer. Anledningen till att arten var hotad var den illegala handeln med fåglar som skulle användas som sällskapsdjur. Genom en omfattande kampanj och mer strikt uppsikt över papegojorna har populationen växt från runt 400 individer på 1980-talet till 800 på 2010-talet. Fågeln förekommer enbart i bergsskogar på Saint Vincent. Den behandlas som monotypisk, det vill säga att den inte delas in i några underarter.
På ön finns många djurarter som behöver skyddas. Chironius vincenti, på engelska "Saint Vincent blacksnake", är en sällsynt snok som finns endemiskt på Saint Vincent.

### Geologi
Saint Vincent och Grenadinerna är en del av en vulkanisk öbåge. I norra delen ligger vulkanen La Soufrière, vars topp ligger på 1 234 m ö.h. Därifrån rinner under dess återkommande utbrott strida, korta strömmar genom den täta regnskogen.

### Klimat
Klimatet är varmt och fuktigt tropiskt och regntiden infaller mellan maj och november. Årsmedeltemperaturen är 27 ° Celsius i Kingstown. I bergsområdena faller upp till 4 000 millimeter regn om året. I kustområdena är motsvarande siffror 1 500–2 000 millimeter per år.
Orkaner förekommer, men landet ligger söder om det så kallade orkanbältet. En undersökning av den tyska vindkraftskonsulten GTZ anger i snitt tre orkaner per 100 år, varav en med en styrka på 4 (orkanen Katrina hade styrka 5).

### Webbkällor
1. 1 2 3  Patterson, Suzanne. Southern Caribbean. Lausanne: Berlitz Guides,. sid. 42
2. ↑  ”The World Factbook” (på engelska). Arkiverad från originalet den 7 juli 2019. https://web.archive.org/web/20190707124659/https://www.cia.gov/library/publications/the-world-factbook/geos/print_vc.html. Läst 4 februari 2020.
3. ↑  ”CIA World Factbook – St Vincent” (på engelska). Arkiverad från originalet den 13 februari 2016. https://web.archive.org/web/20160213093951/https://www.cia.gov/library/publications/the-world-factbook/geos/vc.html. Läst 4 februari 2020.
4. 1 2 3 4 5 6 7  ”The Commonwealth – St Vincent and the Grenadines” (på engelska). Arkiverad från originalet den 22 januari 2020. https://web.archive.org/web/20200122222628/https://thecommonwealth.org/our-member-countries/st-vincent-and-grenadines/history. Läst 4 februari 2020.
5. ↑  ”The Garifuna - Black Caribs” (på engelska). Maya Paradise. Arkiverad från originalet den 6 februari 2020. https://web.archive.org/web/20200206081730/https://www.mayaparadise.com/izabal/garifuna.htm. Läst 4 februari 2020.
6. 1 2 3 4 5 6 7 8 9 10 11 12 13 14  David Lawrence Niddrie, Richard Tolson, Adrian Fraser (21 oktober 2019). ”Saint Vincent and the Grenadines”. Encyclopædia Britannica. sid. 42. https://www.britannica.com/place/Saint-Vincent-and-the-Grenadines. Läst 6 februari 2020.
7. ↑  ”St Vincent Genealogy Resources”. svgancestry.com. Arkiverad från originalet den 21 mars 2012. https://web.archive.org/web/20120321165131/http://svgancestry.com/index.php/st-vincent-timeline. Arkiverad 21 mars 2012 hämtat från the Wayback Machine. ”Arkiverade kopian”. Arkiverad från originalet den 21 mars 2012. https://web.archive.org/web/20120321165131/http://svgancestry.com/index.php/st-vincent-timeline/. Läst 6 februari 2020.
8. 1 2  Pyle, David. ”A volcanic retrospective: eruptions of the Soufrière, St Vincent” (på engelska). A volcanic retrospective: eruptions of the Soufrière, St Vincent. https://blogs.egu.eu/network/volcanicdegassing/2014/01/20/a-volcanic-retrospective-eruptions-of-the-soufriere-st-vincent/. Läst 6 februari 2020.
9. 1 2 3   Nationalencyklopedin. Bd 16. Höganäs: Bra böcker. 1995. sid. 198, Saint Vincent och Grenadinerna. ISBN 91-7024-619-X
10. 1 2  ”Saint Vincent and the Grenadines” (på engelska). fauna-flora.org. https://www.fauna-flora.org/countries/st-vincent-grenadines. Läst 4 februari 2020.
11. ↑  ”St Vincent Amazon” (på engelska). https://www.iucnredlist.org/species/22686403/93110079. Läst 4 februari 2020.